# Communauté de communes Autour de Lédignan
La communauté de communes Autour de Lédignan est une ancienne communauté de communes française, située dans le département du Gard en région Languedoc-Roussillon. 

## Historique
Elle est dissoute le 31 décembre 2012 en raison de la mise en application de la réforme des collectivités territoriales et des décisions du  conseil départemental de coopération intercommunale du Gard. En effet, cette réforme fait disparaître toutes les structures intercommunales de moins de 5 000, voire 10 000 habitants.
Le 1er janvier 2013, elle fusionne avec les communautés de communes Coutach Vidourle et Cévennes-Garrigues pour former la communauté de communes du Piémont cévenol.

## Territoire
La CC comprenait 8 communes :
| - Aigremont 669hab - Canaules-et-Argentières 342hab - Cassagnoles 429hab - Lédignan 1313hab - Maruéjols-lès-Gardon 179hab - Montagnac 136hab - Saint-Bénézet 222hab - Savignargues 142hab |

## Administration
La présidence de la communauté de communes était assurée par Mme Françoise Laurent-Perrigot, sénatrice (PS) du Gard, conseillère générale, ancienne vice-présidente du conseil général et ancienne maire d'Aigremont.